# Missing (canção de Flyleaf)
"Missing" é o décimo single da banda Flyleaf e o terceiro do álbum Memento Mori. O single foi disponibilizado para download digital no dia 5 de abril de 2010. O videoclipe estreou na vevo no dia 18 de março. O trecho da canção onde diz "All is vanity underneath the sun", é uma citação do Antigo Testamento de Eclesiastes.

## Faixas
| iTunes UK |                                                    |         |  |
| N.º       | Título                                             | Duração |  |
| 1.        | "Missing"                                          | 2:54    |  |
| 2.        | "Stay (Faraway, So Close)" (acústico; cover do U2) | 4:53    |  |
| 3.        | "Missing" (videoclipe)                             | 2:58    |  |